# デュルバハンテ
デュルバハンテ（Dulbahanta, ソマリ語: Dhulbahante, アラビア語: دلبةنتئ）は、ソマリ人の一氏族。ダロッドの支族。親近氏族と考えられているマジェルテーン、ワルサンガリなどと共にハルティという氏族同盟を結んでいる。
主な居住地はソマリア北部にあるスール地域とブーホードレ周辺。いずれもプントランド・ソマリランド紛争の影響を受けて、支配国が入れ替わったり、チャツモ国などの地元民兵の組織が支配者になったりと、安定していない。2021年時点では、大半がソマリランドに属しており、一部がプントランドに属しているか、地元民兵の影響下にある。ただし、ラス・アノドなどの大都市を除いて、ソマリランド政府に必ずしも従順ではなく、町ごとの自治の性格が強い。

## 分布

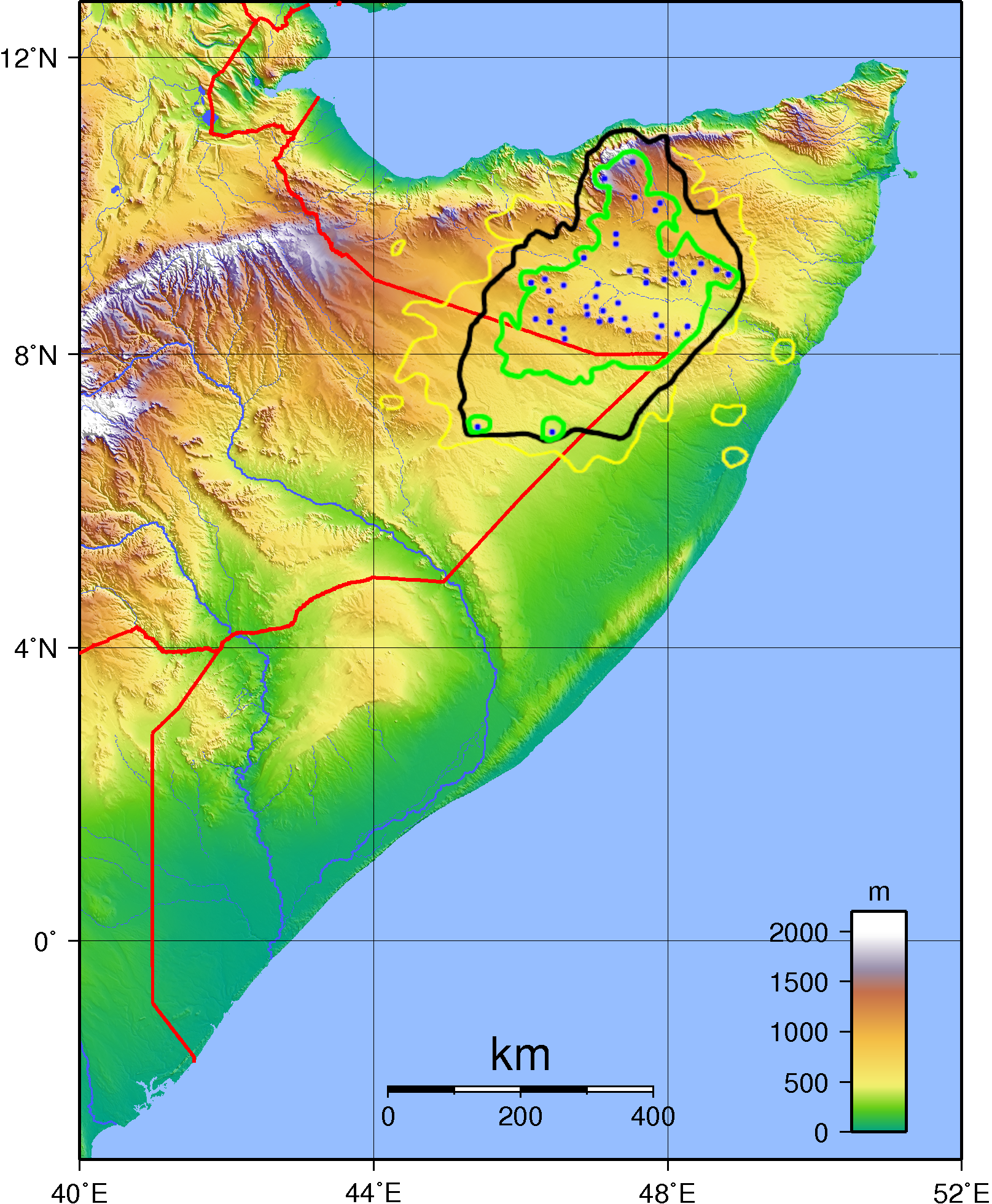
1940年代のデュルバハンテ氏族の生活範囲。青色と緑枠が拠点（Home well）、黒枠の範囲が通常の放牧エリア。黄色枠が存在が確認された場所

1951年に出版された本によると、デュルバハンテ氏族の多くは今日のスール地域およびトゲアー地域のブーホードレ周辺で、遊牧民として暮らしていた。
1960年のソマリア建国後、南部で都市生活を営む人々も増えた。ところが1991年のソマリア内戦によりデュルバハンテを含めたダロッド氏族がソマリア南部で迫害され、スール地域とブーホードレ周辺に戻ってきたため都市生活者が急増した。また、一部は国外に避難して、2021年時点でもディアスポラとして生活している。
デュルバハンテ氏族の居住地区は、1991年に建国宣言したソマリランドと、1998年に建国宣言したプントランドの間にあり、両国が領有権を主張している。両国の建国当初は大きな戦闘もなく領有状態が曖昧だったが、2000年代半ばから紛争状態となり、2021年時点では多くがソマリランドの領有状態にある。ブーホードレ周辺など一部の地域はソマリランドの支配を受けず自治の状態にある。また、多くの氏族の長老が紛争を避けてプントランドや国外に移り住み、その後にソマリランド主導の選挙で選ばれた政治家も登場したため、権力が複雑化している。さらに、欧米などに移り住んだディアスポラが資金や政治的アドバイスを提供しており、これもこれらの地域の政治状況に大きな影響を与えている。
ソマリランド、プントランドの双方に国会議員や政府高官がいる（ただしソマリランドとプントランドの職を兼務することはない）。

## 支族
デュルバハンテの支族の表は次の通り。途中の支族など、一部を省略している。なお、古い時代に分かれた支族は分岐点が必ずしもはっきりせず、諸説がある。
|                    |                    |                    |                    |                    |                    |  |  |          |          |          |          |          |          |  |  |          |          |          |          |          |          |  |  | ダロッド         |                  |                  |                  |                  |                  |  |  |                  |                  |                  |                  |                  |                  |  |  |                |                |                |                |                  |                  |                  |                  |                  |                  |                  |                  |                  |                  |  |  |  |  |  |  |  |  |  |  |  |  |  |  |  |  |  |  |  |  |  |  |  |  |  |  |  |  |  |  |  |  |  |  |  |  |  |  |  |  |
|                    |                    |                    |                    |                    |                    |  |  |          |          |          |          |          |          |  |  |          |          |          |          |          |          |  |  |                  |                  |                  |                  |                  |                  |  |  |                  |                  |                  |                  |                  |                  |  |  |                |                |                |                |                  |                  |                  |                  |                  |                  |                  |                  |                  |                  |  |  |  |  |  |  |  |  |  |  |  |  |  |  |  |  |  |  |  |  |  |  |  |  |  |  |  |  |  |  |  |  |  |  |  |  |  |  |  |  |
|                    |                    |                    |                    |                    |                    |  |  |          |          |          |          |          |          |  |  |          |          |          |          |          |          |  |  | ハルティ         |                  |                  |                  |                  |                  |  |  |                  |                  |                  |                  |                  |                  |  |  |                |                |                |                |                  |                  |                  |                  |                  |                  |                  |                  |                  |                  |  |  |  |  |  |  |  |  |  |  |  |  |  |  |  |  |  |  |  |  |  |  |  |  |  |  |  |  |  |  |  |  |  |  |  |  |  |  |  |  |
|                    |                    |                    |                    |                    |                    |  |  |          |          |          |          |          |          |  |  |          |          |          |          |          |          |  |  |                  |                  |                  |                  |                  |                  |  |  |                  |                  |                  |                  |                  |                  |  |  |                |                |                |                |                  |                  |                  |                  |                  |                  |                  |                  |                  |                  |  |  |  |  |  |  |  |  |  |  |  |  |  |  |  |  |  |  |  |  |  |  |  |  |  |  |  |  |  |  |  |  |  |  |  |  |  |  |  |  |
|                    |                    |                    |                    |                    |                    |  |  |          |          |          |          |          |          |  |  |          |          |          |          |          |          |  |  | デュルバハンテ   |                  |                  |                  |                  |                  |  |  |                  |                  |                  |                  |                  |                  |  |  |                |                |                |                |                  |                  |                  |                  |                  |                  |                  |                  |                  |                  |  |  |  |  |  |  |  |  |  |  |  |  |  |  |  |  |  |  |  |  |  |  |  |  |  |  |  |  |  |  |  |  |  |  |  |  |  |  |  |  |
|                    |                    |                    |                    |                    |                    |  |  |          |          |          |          |          |          |  |  |          |          |          |          |          |          |  |  |                  |                  |                  |                  |                  |                  |  |  |                  |                  |                  |                  |                  |                  |  |  |                |                |                |                |                  |                  |                  |                  |                  |                  |                  |                  |                  |                  |  |  |  |  |  |  |  |  |  |  |  |  |  |  |  |  |  |  |  |  |  |  |  |  |  |  |  |  |  |  |  |  |  |  |  |  |  |  |  |  |
|                    |                    |                    |                    |                    |                    |  |  |          |          |          |          |          |          |  |  |          |          |          |          |          |          |  |  |                  |                  |                  |                  |                  |                  |  |  |                  |                  |                  |                  |                  |                  |  |  |                |                |                |                |                  |                  |                  |                  |                  |                  |                  |                  |                  |                  |  |  |  |  |  |  |  |  |  |  |  |  |  |  |  |  |  |  |  |  |  |  |  |  |  |  |  |  |  |  |  |  |  |  |  |  |  |  |  |  |
| ハッサン・ウガース | ハッサン・ウガース | ハッサン・ウガース | ハッサン・ウガース | ハッサン・ウガース | ハッサン・ウガース |  |  | カヤード | カヤード | カヤード | カヤード | カヤード | カヤード |  |  |          |          |          |          |          |          |  |  | ファラー・ガラド | ファラー・ガラド | ファラー・ガラド | ファラー・ガラド | ファラー・ガラド | ファラー・ガラド |  |  |                  |                  |                  |                  |                  |                  |  |  |                |                |                |                | モハムド・ガラド | モハムド・ガラド | モハムド・ガラド | モハムド・ガラド | モハムド・ガラド | モハムド・ガラド |                  |                  |                  |                  |  |  |  |  |  |  |  |  |  |  |  |  |  |  |  |  |  |  |  |  |  |  |  |  |  |  |  |  |  |  |  |  |  |  |  |  |  |  |  |  |
| ハッサン・ウガース | ハッサン・ウガース | ハッサン・ウガース | ハッサン・ウガース | ハッサン・ウガース | ハッサン・ウガース |  |  | カヤード | カヤード | カヤード | カヤード | カヤード | カヤード |  |  |          |          |          |          |          |          |  |  | ファラー・ガラド | ファラー・ガラド | ファラー・ガラド | ファラー・ガラド | ファラー・ガラド | ファラー・ガラド |  |  |                  |                  |                  |                  |                  |                  |  |  |                |                |                |                | モハムド・ガラド | モハムド・ガラド | モハムド・ガラド | モハムド・ガラド | モハムド・ガラド | モハムド・ガラド |                  |                  |                  |                  |  |  |  |  |  |  |  |  |  |  |  |  |  |  |  |  |  |  |  |  |  |  |  |  |  |  |  |  |  |  |  |  |  |  |  |  |  |  |  |  |
|                    |                    |                    |                    |                    |                    |  |  |          |          |          |          |          |          |  |  |          |          |          |          |          |          |  |  |                  |                  |                  |                  |                  |                  |  |  |                  |                  |                  |                  |                  |                  |  |  |                |                |                |                |                  |                  |                  |                  |                  |                  |                  |                  |                  |                  |  |  |  |  |  |  |  |  |  |  |  |  |  |  |  |  |  |  |  |  |  |  |  |  |  |  |  |  |  |  |  |  |  |  |  |  |  |  |  |  |
| ボホ・ヌガーレド   | ボホ・ヌガーレド   | ボホ・ヌガーレド   | ボホ・ヌガーレド   | ボホ・ヌガーレド   | ボホ・ヌガーレド   |  |  |          |          |          |          |          |          |  |  | バルカド | バルカド | バルカド | バルカド | バルカド | バルカド |  |  | バハラサメ       | バハラサメ       | バハラサメ       | バハラサメ       | バハラサメ       | バハラサメ       |  |  | アフメド・ガラド | アフメド・ガラド | アフメド・ガラド | アフメド・ガラド | アフメド・ガラド | アフメド・ガラド |  |  | シアド・ジャマ | シアド・ジャマ | シアド・ジャマ | シアド・ジャマ | シアド・ジャマ   | シアド・ジャマ   |                  |                  | ウガードハヤハン | ウガードハヤハン | ウガードハヤハン | ウガードハヤハン | ウガードハヤハン | ウガードハヤハン |  |  |  |  |  |  |  |  |  |  |  |  |  |  |  |  |  |  |  |  |  |  |  |  |  |  |  |  |  |  |  |  |  |  |  |  |  |  |  |  |
| ボホ・ヌガーレド   | ボホ・ヌガーレド   | ボホ・ヌガーレド   | ボホ・ヌガーレド   | ボホ・ヌガーレド   | ボホ・ヌガーレド   |  |  |          |          |          |          |          |          |  |  | バルカド | バルカド | バルカド | バルカド | バルカド | バルカド |  |  | バハラサメ       | バハラサメ       | バハラサメ       | バハラサメ       | バハラサメ       | バハラサメ       |  |  | アフメド・ガラド | アフメド・ガラド | アフメド・ガラド | アフメド・ガラド | アフメド・ガラド | アフメド・ガラド |  |  | シアド・ジャマ | シアド・ジャマ | シアド・ジャマ | シアド・ジャマ | シアド・ジャマ   | シアド・ジャマ   |                  |                  | ウガードハヤハン | ウガードハヤハン | ウガードハヤハン | ウガードハヤハン | ウガードハヤハン | ウガードハヤハン |  |  |  |  |  |  |  |  |  |  |  |  |  |  |  |  |  |  |  |  |  |  |  |  |  |  |  |  |  |  |  |  |  |  |  |  |  |  |  |  |
|                    |                    |                    |                    |                    |                    |  |  |          |          |          |          |          |          |  |  |          |          |          |          |          |          |  |  |                  |                  |                  |                  |                  |                  |  |  | レール・ハガル   |                  |                  |                  |                  |                  |  |  |                |                |                |                |                  |                  |                  |                  |                  |                  |                  |                  |                  |                  |  |  |  |  |  |  |  |  |  |  |  |  |  |  |  |  |  |  |  |  |  |  |  |  |  |  |  |  |  |  |  |  |  |  |  |  |  |  |  |  |

デュルバハンテ氏族の親氏族であるダロッドは、10世紀から11世紀頃にアラビア半島からやってきたとの伝承があるアブディラフマン・ビン・イスマイル・アル＝ジャバルティを祖先とする。デュルバハンテの祖であるシード・ハルティはその6代目に当たる。
支族の名前は、その開祖と開祖の父の名を使って「開祖・開祖の父」と名付けられることが多い。例えばシード・ハルティは「ハルティの息子シードの一族」である。時代が下るとサルタンを意味する「ウガース」や「ガラド」などを称する族長が出てくる。その場合、その息子の一族は「ハッサン・ウガース」や「ファラー・ガラド」などのように、2語目に「ウガース」「ガラード」を付けた名前を一族名とする場合が多い。また、有力氏族の息子は「マハムド」や「アリ」といったありふれた個人名を付けられる場合が多く、「開祖・開祖の父」を氏族名とすると同名の別支族と混乱するので、「バハラサメ」「カヤード」など通称が付けられる場合も多い。

### 著名な支族
現在のデュルバハンテ支族の中では、モハムド・ガラド、ファラー・ガラド、ボホ・ヌガーレドの3支族が力を持っている。2009年に結成されたデュルバハンテの同盟「SSC」では、それぞれの支族から7名ずつの代表が選ばれたた。また、そのあとに結成されたチャツモ国の主要長官は3支族で均等に分けることが決められていた。

#### モハムド・ガラド
モハムド・ガラドの支族にはシアド・ジャマ、ウガードハヤハンなどがある。
- ガラド・サレバン・ガラド・モハメド（英語版） - 現在の族長
- アブディサマド・アリ・シレ（英語版） - プントランド4代目大統領の時の副大統領。
- アフメド・イルミ・イスマン（英語版） - プントランド6代目大統領の時の副大統領。
- ヤシン・ハジ・マハムド・ヒル（英語版） - ソマリランドの元外相。

#### ファラー・ガラド
ファラー・ガラドは、アフメド・ガラド、バハラサメ、バルカドなどの支族に分かれている。アフメド・ガラド支族の支族にレール・ハガル支族がある。
- ガラド・ジャマ・ガラド・アリ（英語版） - ファラー・ガラドの現在の族長。2021年時点ではサーヘールに住んでおり、ソマリランド、プントランドのいずれとも距離を置いている。
- ガラド・アブディカニ・ガラド・ジャマ - ファラー・ガラドの先代の族長。1991年のブラオ会議（ソマリランド設立会議の一つ）に出席。1996年のハルゲイサ会議でデュルバハンテの代表者数名を推薦したが、エガル大統領に却下された[6]。
- ガラド・アブディリサグ・ガラド・ソーフェ - アフメド・ガラド支族の族長。前族長ガラド・アブドゥラヒ・ガラド・ソーフェの息子。
- サレバン・イセ・アフメド・ハグラトシエ（英語版） - 元反政府組織SSCの幹部で、後にソマリランドの外相。
- マハメド・ユスフ・ジャマ（英語版） - 反政府組織チャツモ国の元大統領。
- アリ・カリフ・ガライド - ソマリアの元首相で、反政府組織チャツモ国の元大統領。
- アブディハキム・アブドゥラヒ・ハジ・ウマル（英語版） - プントランド5代目大統領の時の副大統領。
- バシェ・マハメド・ファラー（英語版） - バハラサメ支族出身[7]。ソマリランド議会の5代目議長。
- ヤシン・ハジ・マハムド（英語版） - 2018年から2020年までソマリランドの外務長官。

#### ボホ・ヌガーレド
ボホ・ヌガーレドの主要支族にはウガーショなどがある。
- マハメド・アブディ・ハシ プントランド初代大統領の時の副大統領で、大統領辞任のための一時的な大統領代行。故人。
- サード・アリ・ワルサメ 元女性歌手で、ソマリア議会議員。故人。
- アブディラフマン・マハメド・アブディ・ハシ（英語版） 元ソマリアの水産相。

#### カヤード
モハムド・ガラドやファラー・ガラドの兄弟氏族であるアブディ・ガラド氏族の通称。

## 歴史

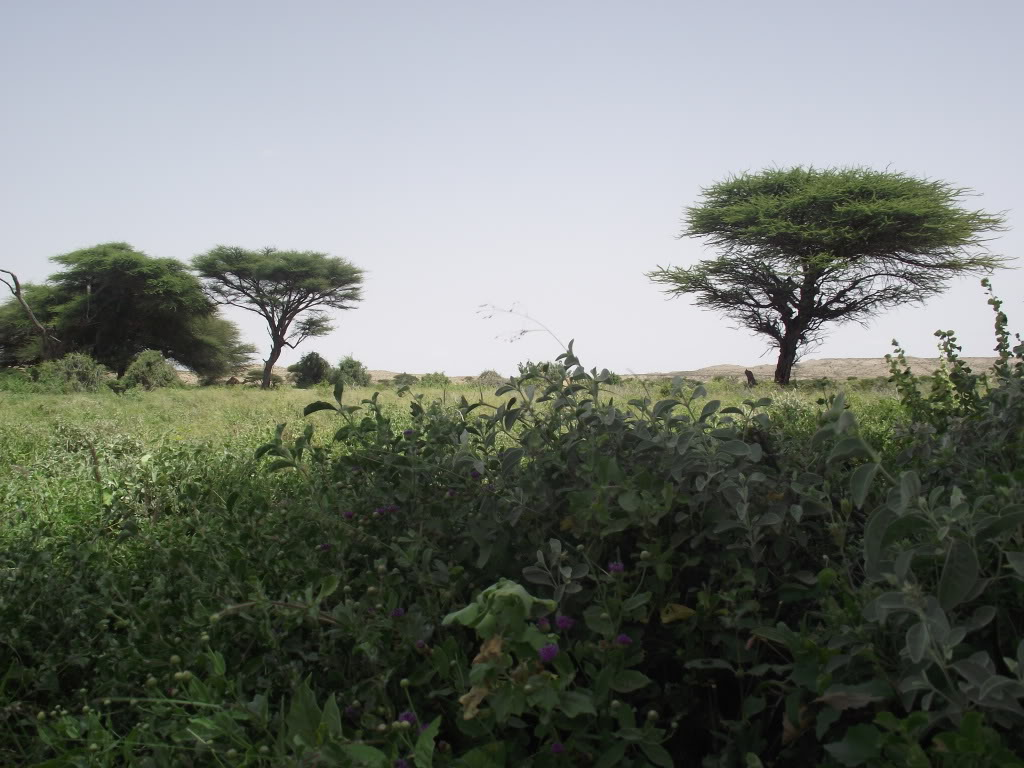
デュルバハンテ氏族の居住地の一つ、ヌガール渓谷の草原

デュルバハンテ氏族の親氏族であるダロッドは、10世紀から11世紀頃にアラビア半島からやってきたとの伝承があるアブディラフマン・ビン・イスマイル・アル＝ジャバルティを祖先とする。
1849年に出版された文献によると、デュルバハンテ氏族はマレハン氏族とワルサンガリ氏族の間に分布し、そこは草、水、木が豊富だった。その北限は山脈だった。騎馬戦を得意としていた。体格に優れており、見知らぬ人にも礼儀を尽くす人が多かった。穀物は摂らず、動物の乳を主食としていた。族長（ガラード）が2人いて、東半分はモハメド・アリ・ハラン、北西部はアリ・ガラドが支配していた。周辺のハバル・ジェロ氏族やオガデン氏族と対立していた。

### ダラーウィーシュ運動

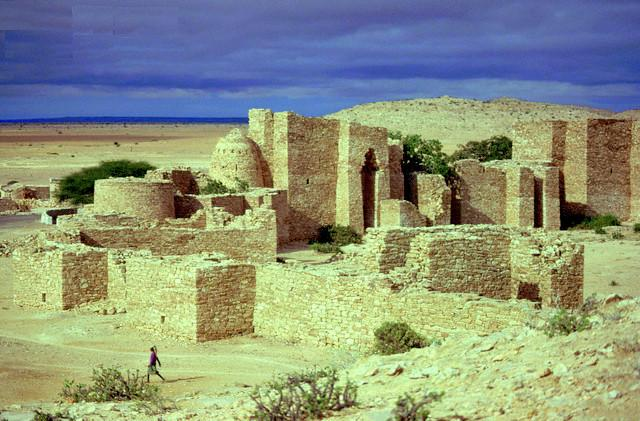
ダラーウィーシュ国の首都タレー

オガデン氏族の父とデュルバハンテ氏族の母との間に生まれたサイイド・ムハンマド・アブドゥラー・ハッサンは、イスラム教教師であり詩人であった。サイイド・ムハンマドは留学先のアラビア半島のメッカからベルベラ（現ソマリランド）に戻ると、地元の住民（主としてイサック氏族）がイギリス人が持ち込んだ紅茶やカートを嗜むのを見て、不道徳だとして対立した。やがてサイイド・ムハンマドはオガデン氏族やデュルバハンテ氏族、そして一部のイサック氏族を集めて、イギリス風の習慣を持つイサック氏族を攻撃した。この地方を統治するイギリスは、サイイド・ムハンマドの動きを反乱と見なして鎮圧を試みたため、やがてサイイド・ムハンマドとイギリス軍の戦闘に発展した。ただし全てのデュルバハンテ氏族がサイイド・ムハンマドに味方したわけではなく、有力支族であるファラー・ガラドは敵対した。サイイド・ムハンマドの一軍はイギリスに鎮圧され、この機に西隣に住むハバル・ジェロ氏族はデュルバハンテ氏族の主要な井戸や放牧地を支配した。1920年、指導者であったサイイド・ムハンマドが病死し、ダラーウィーシュ国は形式上も崩壊した。

### ソマリア独立後
1969年にモハメド・シアド・バーレがクーデターで大統領になり、当初こそソマリ人の団結を訴えていたが、隣国とのオガデン戦争で負け始めた頃から、出身氏族のマレハン、母親の氏族オガデン、義理の息子数人の一族であるデュルバハンテなど、ダロッド氏族を優遇した。

### 内戦とソマリランドとプントランドの独立宣言
1991年にハウィエ氏族の軍閥がバーレ政権を倒すと、首都モガディシュのあるソマリア南部でダロッド氏族の迫害が始まった。それを避けるため、多くのダロッド氏族が元々の居住地であるソマリア北東部に移り住み、今まで未開地だった大陸内部にも住み始めた。他の氏族も自衛のため氏族で固まって住むことになった。また、今までは人脈を広げるために婚姻は氏族外とすることが多かったが、内戦以後は氏族同士の婚姻が増えた。
1991年にソマリランドが独立宣言し、その領土は旧イギリス領ソマリランド全体とされた。その中に、デュルバハンテ氏族居住地のほとんどが含まれることとなった。ところがソマリランドは独立宣言後に内戦状態となり、1997年頃までは、実質上の東端はブラオであり、デュルバハンテ氏族の居住地に統治は及ばなかった。
ソマリランドはソマリアからの分離独立を目的としていたが、デュルバハンテ氏族は1993年にボアメで氏族会議を開き、ソマリランドの分離独立に反対する立場を明確にした。
一方、1998年にプントランドが独立宣言し、その領土はハルティの居住地域とされた。デュルバハンテ氏族はハルティの一氏族であるため、デュルバハンテ氏族の居住地域はプントランド領でもあることになった。しかしながら、デュルバハンテ氏族の暮らしに大きな影響はなく、旱魃時などには西隣のイサック氏族と互いに井戸を利用する場合もあった。

### プントランドのラス・アノド占領
2002年、ソマリランドで初の民主選挙が行われることになった。その選挙区にデュルバハンテ氏族居住地で最大の都市ラス・アノドが含まれることとなったため、ラス・アノドがソマリランド領であるかプントランド領であるか改めて問題となった。
2002年12月、ソマリランド前大統領の病死で暫定大統領となったダヒル・リヤレ・カヒンは、翌年の大統領選挙に備えてラス・アノドを訪問した。護衛のため10数台のテクニカル（戦闘車両）を同行させていた。その動きを知ったプントランド政府は5台のテクニカルを派遣して町の中心部で戦闘となり、民間人を含む死傷者が発生した。その時は両国共に軍を引き上げた。
2003年12月にデュルバハンテ氏族のバハラサメ支族とカヤード支族がラス・アノドの南部で武力衝突したため、プントランド軍はその調停を口実にして再びラス・アノドに軍を送り、徐々に行政機構を作り上げていった。
ラス・アノドの住民は、当初こそプントランド軍を歓迎していたが、ソマリランドとの戦争の懸念が高まったため、プントランド軍の撤退を要求した。しかしプントランド軍は引き上げず、しかも給与の不支給などが原因で軍の秩序も乱れていたため、地元住民との対立が生じていった。プントランド軍の支配により、ラス・アノド周辺の治安はかえって乱れ、エチオピアの反政府組織などが拠点にした。そのためエチオピアはひそかにソマリランドがこの地域を支配できるよう支援した。

### ソマリランドのラス・アノド占領
プントランド暫定憲法により、プントランドの副大統領はデュルバハンテ氏族から選ばれることになっていた。2005年、プントランド大統領はモハムド・ガラド氏族のハッサン・ダヒル・アフクラックを副大統領に指名した。このため、別の有力氏族であるファラー・ガラド氏族は、プントランド政府に反発した。
2007年9月、プントランド内務長官で、ファラー・ガラド氏族のバハラサメ支族出身のアフメド・アブディ・ハブサデが、ブーホードレに独立政府を作るとの噂が広まった。それを聞いたプントランド大統領はハブサデを内務長官から解任した。そのためハブサデは密かにソマリランドに支援を要請した。2007年10月、ハブサデを支持するバハラサメ支族の民兵がソマリランド軍を名乗ってラス・アノドを占拠した。プントランド軍の本体は戦闘をせずラス・アノドから撤退したが、デュルバハンテ民兵同士が戦闘となり、デュルバハンテの有力氏族の族長のほとんどはラス・アノドから逃亡した。
ソマリランド軍は当初は戦闘をソマリランド派のデュルバハンテ民兵に任せていたが、やがてイサック氏族から成るソマリランド本軍も進軍した。住民の多くも逃亡して、ラス・アノドの一部はゴーストタウンとなった。デュルバハンテの有力氏族の族長のほとんど全員がボアメに集まり、ソマリランド軍のラス・アノド占領に抗議した。
ただし、ソマリランドの支配によって、ラス・アノドの治安は改善した。ソマリランド政府は犯罪や敵討ちを取り締まり、ラス・アノドの大学に資金援助をした。
一方で、経済は悪化した。海外のデュルバハンテディアスポラの一部は、ラス・アノドが外国の支配下にあるとして、送金を止めた。むしろその送金はデュルバハンテ民兵組織に送られたため、この地方に紛争が増える原因となった。また、ソマリランドが計画した建設プロジェクトも多くが立ち消えとなった。

### SSCの結成と衰退
2009年1月にプントランド大統領となったファロレは、アブディサマド・アリ・シレを副大統領に任命した。アブディサマドはデュルバハンテのモハムド・ガラド支族出身。
2009年10月、ケニアのナイロビでデュルバハンテ氏族の会議が行われ、アリ・カリフ・ガライド（バハラサメ支族）、マハメド・アブディ・ハシ（カヤード支族）、ユスフ・ハジ・ヌル（ウガードハヤハン支族）などが参加した。この会議で、スール地域、サナーグ地域、アイン地域のデュルバハンテが集まって「SSC」と呼ばれる政権を作り、ゆくゆくはソマリア連邦政府の一構成国を目指すことが決議された。SSCの拠点はダルカイン・ゲーニョとブーホードレに置かれた。
SSCの議長にはサレバン・イセ・アフメド（ファラー・ガラド氏族のレール・ハガル支族）、副議長にはモハムド・ガラド氏族のAli Hassan Sabareyが就任した。SSC議会の議員には、ファラー・ガラド氏族から7名、モハムド・ガラド氏族から7名、ボホ・ヌガーレド氏族から7名の計21名とされた。
SSCの長老にはガラド・ジャマ・ガラド・アリ（バハラサメ支族）、ガラド・ジャマク・ガラド・イスマイル（ジャマ・シアド支族）、ガラド・アリ・ブラレ（カヤード支族）が選ばれた。デュルバハンテの全ての長老がSSCに参加したわけではなく、モハムド・ガラド氏族のトップガラド・サレバン・ガラド・モハメドはプントランドに残留した。ファラー・ガラド氏族のガラド・アブドゥラヒ・ガラド・ソーフェは政治とは距離を置いて地元の統治に専念した。
SSCが宣言した領域には、ブルコ東部やエリガボ北部など、かなり昔にイサック氏族に取られた土地も含まれていたが、実際の支配地はブーホードレを中心として、エチオピア国境からラスアノド南部までの狭い土地でしかなかった。
一方、2009年後半からラス・アノドではソマリランド派の責任者の暗殺事件が頻発した。これがソマリランド政府とラス・アノド住民との間に溝を作った。
2010年6月、カラバイドとウィドウィドでソマリランド軍と反ソマリランド勢力の戦闘が発生した。この戦闘は間もなく終結し、9月には避難した数百世帯のほとんどがウィドウィドに戻った。ただしソマリランド軍は引き続き駐留した。
SSCはソマリランドともプントランドとも直接は関係せず、ソマリア暫定連邦政府の直属組織となることを目指していたため、ソマリランドとプントランドの両国共にSSCを認めなかった。2010年11月にSSCの幹部はソマリアの首都モガディシュを訪問して、シェイク・シャリフ大統領らと会談した。これに対してプントランド政府はソマリア暫定連邦政府に抗議した。
また、ファラー・ガラド氏族はSSCを強く支持したが、デュルバハンテのその他の氏族はプントランドに参加することを望んでおり、デュルバハンテは一枚岩ではなかった。ディアスポラの資金援助も、SSCが地方自治を行うには十分ではなかった。
2010年11月、ブルコの南にあるカルシャーレ地域で、メガグレに住むデュルバハンテ氏族と、クルグドに住むハバル・ジェロ氏族との間で戦闘が発生した。ソマリランドは軍を派遣して仲裁を試みたが失敗し、地元のデュルバハンテ氏族はSSCの助力を受けてソマリランド政府とも対立した。ソマリランド政府はハバル・ジェロに大幅に譲歩させて再び仲裁を図ったが、それも失敗した。
2011年、SSCは内部対立が原因で崩壊した。

### チャツモ国の成立と衰退
2012年1月、デュルバハンテ氏族の2300人がタレーに集まり、デュルバハンテの国チャツモを作り、政権の第1期は18カ月と決められた。ソマリア連邦政府の一構成国を目指すこととなった。プントランド副大統領を務めていたアブディサマド・アリ・シレなどはチャツモ国設立に反対したが、この時はほとんどのデュルバハンテ氏族が賛成した。その直後、デュルバハンテ氏族の町ブーホードレでソマリランド軍とデュルバハンテ民兵との戦闘があった。ラス・アノドでは反ソマリランドのデモが行われ、ソマリランド軍が発砲して数名が死亡した。
チャツモ国はスール地域最大の都市ラス・アノドの占領を目指して数百名の軍を送ったが、3000名のソマリランド軍に敗北した。ソマリランドは2012年6月にチャツモ国の拠点の一つトゥカラクを占領した。この際、プントランドからソマリランドに資金援助が行われたともいわれている。以後、ソマリランド軍はチャツモ国の支配地域にたびたび軍を送ったが、基本的にチャツモ軍はソマリランド本軍が迫ると戦闘を避けて逃亡した。
チャツモ国政府が当初の目的をほとんど達成できなかったため、デュルバハンテ氏族は徐々に分裂した。一部はプントランドとの再統合を目指し、再選を目指すプントランド副大統領アブディサマド・アリ・シレの2013年8月の地元タレー訪問を歓迎した。モハムド・ガラド氏族全体がプントランドを選ぶといううわさも流れた。実際のプントランド副大統領にはブーホードレ出身でファラー・ガラド氏族のアブディハキム・アブドゥラヒ・ハジ・クマが選ばれた。アブディハキム・アブドゥラヒはチャツモ国大統領のマハメド・ユスフ・ジャマと地元が同じだったため、南部デュルバハンテの支持をプントランドとチャツモ国とで取り合う形になってしまった。さらにチャツモ国初代大統領のアフメド・イルミ・イスマンがプントランド内務長官に、2代目大統領のアブディヌル・エルミ・カジがプントランド漁業長官に選ばれた。
2014年4月、チャツモ国は拠点のタレーをソマリランド軍に奪われた。チャツモ国大統領はハリンに拠点を移した。プントランドが軍を出したため、ソマリランド軍はタレーから退却した。6月、形式的なチャツモ会議がタレーで行われたが、出席者は少なかった。
2014年8月、サーヘールでチャツモ国の大統領選が行われ、アリ・カリフ・ガライドが現職を破って選ばれた。アリ・カリフ大統領は当初からソマリランドとの関係正常化を目指し、10月にソマリランド軍をダバターから撤退させることに成功した。しかし長期的にはチャツモ国とソマリランドとの戦闘は無くならず、2015年6月にチャツモ国はブーホードレを追われてサーヘールに拠点を移し、8月にはサーヘールからバリアドに撤退した。さらに2016年1月にはバリアドも失った。
2017年7月、ソマリランドとチャツモ国が統合することになり、バリカドに駐在していたチャツモ軍もソマリランド軍と統合された。ただしチャツモ国副大統領のアブドゥル・アグルーレはチャツモ国の大統領就任を宣言し、プントランドと共にスール地域を取り戻すと表明した

### その後
2018年1月、ソマリランド情報長官は、ソマリア連邦政府軍がコリレイとトゥカラクを攻撃したと発表した。ソマリランド軍はこれを理由にして、プントランドの税関職員が常駐するトゥカラクの検問所を攻撃した。このトゥカラクの戦いにより、トゥカラクはソマリランドが実効支配することになった。
2019年4月、ソマリランド軍と親ソマリランド民兵がタレー地区を支配した。チャツモ軍は戦闘せずに撤退した。

## 著名な人物
- イスマイル・ミレ（英語版） - 1862年生まれ。ダラーウィーシュ国の軍人で詩人。
- アリ・デュー（英語版） - 詩人。ダラーウィーシュ国を批判する詩を多く作った。
- ジャマ・ウマル・イセ（英語版） - 1922年生まれ。歴史学者。ダラーウィーシュ国の研究で知られる。
- アミナ・モハメド（英語版） - 1961年生まれ。世界貿易機関 (WTO) の国際移住機関 (INM) の元長官で、ケニアの長官職を歴任。
- アリ・ジャンガリ（英語版） - ソマリアの航空輸送長官。